# Ivan Sutherland (remero)
Ivan Carl Sutherland (Blenheim, 15 de septiembre de 1950) es un deportista neozelandés que compitió en remo.
Participó en los Juegos Olímpicos de Montreal 1976, obteniendo una medalla de bronce en la prueba de ocho con timonel. Ganó dos medallas en el Campeonato Mundial de Remo, plata en 1977 y bronce en 1978.

## Palmarés internacional
| Juegos Olímpicos   | Juegos Olímpicos          | Juegos Olímpicos  | Juegos Olímpicos   |
| Año                | Lugar                     | Medalla           | Prueba             |
| ------------------ | ------------------------- | ----------------- | ------------------ |
| 1976               | Montreal (Canadá)         | Medalla de bronce | Ocho con timonel   |
| Campeonato Mundial |                           |                   |                    |
| Año                | Lugar                     | Medalla           | Prueba             |
| 1977               | Ámsterdam (Países Bajos)  | Medalla de plata  | Cuatro sin timonel |
| 1978               | Cambridge (Nueva Zelanda) | Medalla de bronce | Ocho con timonel   |